# الخط الزمني لثورة الشباب اليمنية (يناير - 27 فبراير 2012)
للخط الزمني منذ بداية الثورة إلى 2 يونيو، انظر الخط الزمني لثورة الشباب اليمنية (يناير - 2 يونيو 2011)
للخط الزمني منذ 3 يونيو إلى 22 سبتمبر 2011 , انظر الخط الزمني لثورة الشباب اليمنية (3 يونيو - 22 سبتمبر 2011)
للخط الزمني منذ 23 سبتمبر إلى ديسمبر 2011, انظر الخط الزمني لثورة الشباب اليمنية (23 سبتمبر - ديسمبر 2011)
فيما يلي التسلسل الزمني لأحداث ثورة الشباب اليمنية من يناير إلى 27 فبراير. كانت الثورة اليمنية سلسلة من الاحتجاجات الكبرى، والتوترات السياسية، والاشتباكات المسلحة التي تجري في اليمن، والتي بدأت في يناير 2011، وتتأثر بالاحتجاجات المتزامنة في المنطقة. قتل المئات من المتظاهرين وأفراد الجماعات المسلحة وجنود من الجيش وأفراد الأمن، والكثيرين غيرهم جرحوا، في أكبر احتجاجات شهدتها البلاند العربية منذ عقود.
في أوائل عام 2012، كان من الواضح أن زمن الرئيس علي صالح في السلطة يقترب من نهايته، قام صالح بعدة رحلات للخارج خلال هذه الفترة وأستمرت الاضطرابات والغضب ضد نظامه في محل إقامته كما فعل المؤيدين له. في فبراير جرت انتخابات الرئاسة بلا منازع وفاز نائب صالح عبد ربه منصور هادي، وأدى اليمين الدستورية في وقت لاحق أمام مجلس النواب ليضع نهاية رسمية لحكم صالح، وسط تكهنات أن صالح قد يسعى للذهاب إلى عمان أو إثيوبيا.

## الخط الزمني

### يناير 2012

#### الأحد 1 يناير
اشتباكات بين قوات الحرس الجمهوري المواليه للرئيس علي صالح ومسلحي تحالف القبائل اليمنية الذي يتزعمة الشيخ صادق الأحمر وقتل أحد المارة بالرصاص في العاصمة صنعاء واثنان آخران من السكان في منطقة فرضة نهم شمال صنعاء. وقد أفيد بأن القتال توقف عندما تدخل نائب الرئيس «عبد ربه منصور» للتوسط بين الطرفين. فيما احتشد المعارضون في الشوارع واتهموا صالح بمحاولة لتخريب المبادرة الخليجية قبل الانتخابات المقرر إجراؤها في فبراير. وأكد النشطاء أن مطلبهم محاكمة صالح بدلاً من التمتع بالحصانة الممنوحة بمبادرة دول مجلس التعاون الخليجي.

#### الأحد 8 يناير
وافق مجلس الوزراء على قانون يمنح الحصانة للرئيس صالح. وأحيل القانون إلى السلطة التشريعية للموافقة عليه.

#### الخميس 12 يناير
اشتبك المتمردين الشيعة في الشمال مع المسلحين الإسلاميين السلفيين، مما أسفر عن مصرع مالا يقل عن أربعة من السلفية.

#### الجمعة 13 يناير
تبادل إطلاق النار بين الانفصاليين في جنوب اليمن مع الجنود في مهرجان أحياء ذكرى بداية الحرب الأهلية اليمنية قبل حوالي 26 عاماً. مما اسفر عن قتل أربعة مدنيين وأصابة اثنان من الجنود، وفقا لشهود عيان ومسؤولون. أصيب على الأقل 10 من قوات الأمن.

#### الأثنين 16 يناير
سيطر مسلحين يعتقد أن لهم علاقة بتنظيم القاعدة في شبه الجزيرة العربية على مدينة رداع في وسط غرب اليمن وأفرجت عن 150 سجيناً من أحد السجون هناك. اتهمت عدد من الشخصيات المعارضة الحكومة اليمنية بالسماح عمدا لوقوع الحادثة، في محاولة لإثبات أن اليمن غير مستقرة في الانتقال السياسي الذي يحدث.

#### الثلاثاء 17 يناير
قال وزير الخارجية أبو بكر القربى أن الانتخابات الرئاسية المقرر إجراؤها في فبراير يمكن أن تتأخر بسبب المخاوف الأمنية.

#### السبت 21 يناير
وافق مجلس النواب اليمني على قانون الحصانة للرئيس صالح. ورشح أيضا نائب الرئيس عبد ربه منصور هادي للانتخابات الرئاسية المقبلة. أشاد أليستر بيرت وزير الدولة البريطاني لشؤون الشرق الأوسط بالترشيح لهادي، قائلا أن رئاسة هادي المؤقتة ستوفر عملية انتقال سياسي موثوق بها لانتقال البلاد إلى انتخابات حرة ونزيهة في عام 2014.

#### الأحد 22 يناير
ذكر مسئولون حكوميون ان الرئيس صالح غادر فجأة إلى عمان في الطريق إلى الولايات المتحدة لتلقي العلاج الطبي، وطالب صالح في بيان له الشعب ان يغفر له عن أي تقصير وتعهد بالعودة. واحتج آلاف اليمنيين في صنعاء ضد القانون الحصانة، وهم يهتفون لمحاكمة صالح لدوره في قمع المتظاهرين.
و استولى مئات من الجنود اليمنيين والطيارين على مطار صنعاء الدولي للمطالبة بإزالة قائد القوات الجوية اليمنية محمد صالح الأحمر - ابن أخ الرئيس صالح - مما أدى إلى مواجهة مع قوات الأمن الموالية للحكومة. واضطر اللواء أحمد على الأشول رئيس الأركان في الجيش للتدخل. وأشارت اليمن بوست إلى أنه ألقي القبض متظاهر واحد على الأقل.

#### الأثنين 23 يناير

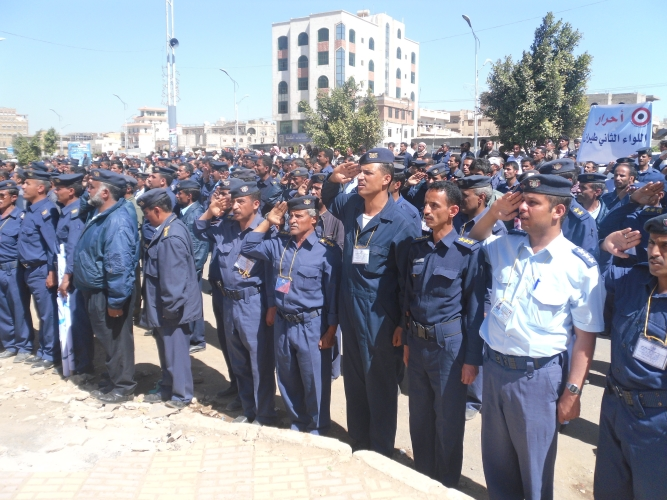
جنود في سلاح الجو اليمني في مظاهرة احتجاجية في شارع الستين في صنعاء للمطالبة بإقالة قائد القوة الجوية محمد صالح الأحمر

استمرار الإضراب والمظاهرات لجنود القوات الجوية في صنعاء للمطالبة بإزالة محمد صالح الأحمر من قيادة القوات الجوية.

#### الثلاثاء 24 يناير
وأفادت وكالة رويترز أن صالح طلب اللجوء في عمان وأن الحكومة العمانية كانت مترددة في استيعابه خوفاً من الأضرار بالعلاقات الثنائية مع اليمن في المستقبل إذا استمر الضغط الشعبي للرئيس أن يحاكم لدورة في الحملة على المتظاهرين. ودخل إضراب جنود القوات الجوية والطيارين يومه الثالث باحتجاجهم في ساحة اعتصام أمام منزل الرئيس بالإنابة عبد ربه منصور هادي.

#### الأربعاء 26 يناير
بين عشية وضحاها في القتال في محافظة صعدة، هاجم مسلحون السلفية جماعة من الحوثيين لمنعهم من السيطرة على المنطقة، مما أسفر عن مصرع مالا يقل عن 22 شخصاً.
وادعى المتظاهرون - ضد محمد صالح الأحمر - من جنود القوات الجوية انه تم اختطاف اثنين من ضباط القوات الجوية بواسطة القوات الموالية للأحمر.

#### الأحد 29 يناير
وصل صالح إلى الولايات المتحدة لتلقي العلاج. وفي بيان ادعت الحكومة الأمريكية أنها منحته تأشيرة دخول لأسباب طبية. في اليوم نفسه، أطلقت وحدات الحرس الجمهوري في صنعاء النار على جنود آخرين يحتجون للمطالبة إلى استبدال كبار الضباط. لم يبلغ عن وقوع إصابات في الأرواح.

#### الثلاثاء 31 يناير
نجا وزير الإعلام اليمني علي بن أحمد العمراني من محاولة اغتيال واضحة دون أذى بعد أن أطلق مسلحون مجهولون وابل من الرصاص على سيارته أثناء خروجه من اجتماع لمجلس الوزراء في صنعاء.

### فبراير 2012

#### الجمعة 10 فبراير
جرت احتجاجات كبيرة في اليمن، مع حشد لعشرات الآلاف لمطالبة نائب الرئيس «عبد ربه منصور هادي» لإنقاذ البلاد، يستعد اليمنيين لإجراء انتخابات رئاسية في 21 فبراير وسيكون هادي المرشح الوحيد على ورقة الاقتراع. ولاحظت وكالة أنباء أسوشيتد برس أن المظاهرات التي شهدت تغييرا في لهجة للشارع اليمنى، الذي ورد سابقا لمعارضة إلى حد كبير خطة السلام دول مجلس التعاون الخليجي. وفي تعز، احيا المتظاهرين الذكرى الأولى من بداية الانتفاضة مع إضاءة «شعلة الثورة» في شارع جمال واطلقت الألعاب النارية في وقت متأخر من الليل.

#### السبت 11 فبراير
قال الشيخ صادق الأحمر، شيخ مشائخ حاشد وزعيم تحالف القبائل اليمنية، أنه سيشارك في الانتخابات الرئاسية المقبلة من أجل «نسيان على عبد الله صالح»، وشجع اتباعه على التصويت أيضا. وتظاهر جنود القوات الجوية من سا التغيير القريبة من إقامة هادي للدعوة. وقدمت الحكومة حافلات لإرسال الجنود إلى نادي الضباط للحصول على رواتبهم. وفي تعز أقيم مهرجان كرنفالي للأحتقال بالوحدة اليمنية وبذكرى الانتفاضة الشعبية. ودعت مجموعة صغيرة من المحتجين لمقاطعة الانتخابات.

#### الأثنين13 فبراير
هاجم الانفصاليين في جنوب اليمن ساحة اعتصام شباب الثورة في مدينة عدن الساحلية جنوب اليمن، احتجاجا على انتخابات 21 فبراير المقبلة التي يدعمها العديد من المتظاهرين الراغبين في إزالة صالح من السلطة.

#### الثلاثاء 14 فبراير
انفجرت قنبلة في موقع اقتراع يجري إعدادها في عدن، مما أسفر عن مصرع من كان يحاول زرعها داخل مركز الاقتراع، وفقا لمسؤول حكومي. وقال المسؤول الحكومي ان الحركة الانفصالية تحاول إعاقة الانتخابات.

#### الخميس 16 فبراير
إضرب العمال في إنتاج النفط في اليمن مما ادى إلى إيقاف الإنتاج في حقول النفط في المسيلة. واشتكى العمال والموظفين من «الفساد» في وزارة النفط، وأعربوا عن غضبهم إزاء شركة نيكسين الكندية، التي قالوا أنها سلبت مستحقاتهم من المال.

#### الجمعة 17 فبراير
وافق العمال المضربون عن العمل في محطة إنتاج النفط على العودة إلى العمل.

#### الأثنين 21 فبراير-يوم الانتخابات
عقدت الانتخابات الرئاسية، ذهب ملايين اليمنيين إلى صناديق الاقتراع للتصويت لهادي، المرشح الوحيد على ورقة الاقتراع. قدرت بعض التقديرات غير الرسمية نسبة الإقبال حوالي 80%. اندلعت مظاهرات ضخمة عبر البلاد كما احتفل العديد من اليمنيون بمغادرة علي صالح من السلطة وانتخاب زعيم جديد للبلاد. ومع ذلك، قتل تسعة أشخاص في جنوب اليمن عندما اشتبكت الشرطة مع متظاهرين مناهضين للحكومة تدعو إلى مقاطعة الانتخابات، وفي محافظة لحج تعطل التصويت عندما اقتحم مسلحون أماكن الاقتراع وقاموا بسرقة وتدمير عدد من صناديق الاقتراع، وفقا للسكان المحليين. وفي الوقت نفسه، أستئنفت صادرات النفط من المسيلة بعد إضراب يوم واحد.

#### 22 فبراير
غادر صالح من مطار لوجان الدولي في بوسطن في الطريق إلى أديس أبابا عاصمة إثيوبيا.

#### 24 فبراير
وصل صالح في صنعاء في وقت متأخر في المساء قادماً من أديس أبابا ويعتزم حضور حفل تنصيب «الرئيس المنتخب هادي».

#### 25 فبراير
أدى هادي اليمين الدستورية كرئيس لليمن. وفي كلمته تعهد بمعالجة مشاكل التشرد الداخلي وتفشي الفقر في اليمن.

#### 27 فبراير
حضر الرئيس هادي حفل أقيم في صنعاء، رافق هادي الرئيس السابق صالح وسلمه علم اليمن كرمز لانتقال السلطة. وقال صالح أنه سيبقى رئيسا لحزب المؤتمر الشعبي العام، الحزب الحاكم في اليمن، وتظاهر عدد من نشطاء أمام محل إقامة هادي لمطالبتة بإعادة هيكلة الجيش وإزالة الموالين لصالح وأقاربه من مناصب السلطة. قاطعت أحزاب اللقاء المشترك الحفل. ومن ناحية أخرى، ذكرت وكالة أنباء أسوشيتد برس أن صالح وأسرته كانوا يستعدون للتوجه إلى المنفى في إثيوبيا.